# ادوارد مف

مُف، عکس از هاوارد کاستر

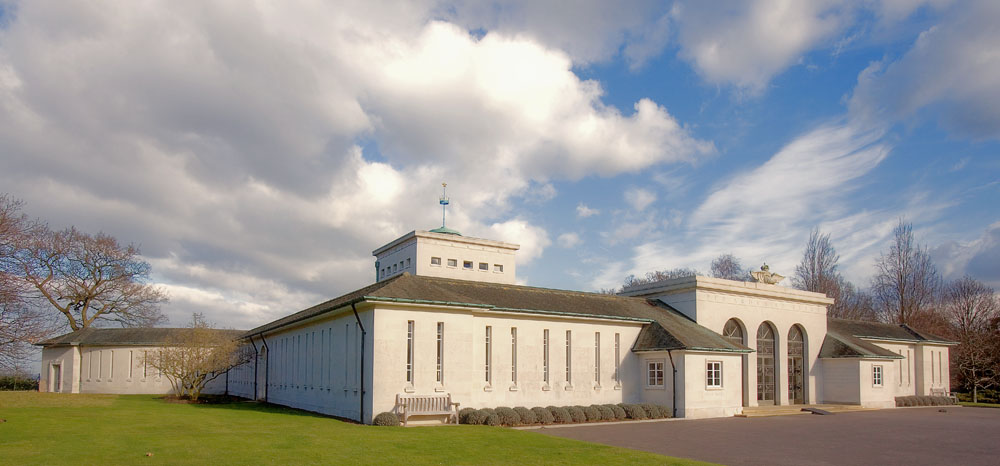
نمای بیرونی یادبود نیروهای هوایی در ایگهام، ساری

سر ادوارد برَنتوود مُف (Sir Edward Brantwood Maufe) (۱۲ دسامبر ۱۸۸۲ – ۱۲ دسامبر ۱۹۷۴) معمار و طراح انگلیسی بود. او خانه‌های شخصی و همچنین ساختمانهای تجاری و سازمانی می‌ساخت و بیشتر به خاطر کارهایش در عبادتگاه‌ها و بناهای یادبود مشهور است. شاید شناخته‌شده‌ترین بناهای وی کلیسای جامع گیلفُرد و یادبود نیروهای هوایی باشد. او در سال ۱۹۴۴ مدال طلای سلطنتی را در رشتهٔ معماری دریافت کرد و در سال ۱۹۵۴، به خاطر خدماتش به کمیسیون سلطنتی گورهای جنگی، نشان شوالیه دریافت کرد که از سال ۱۹۴۳ تا زمان مرگ در اختیارش بود.